# Tempio del Fuoco

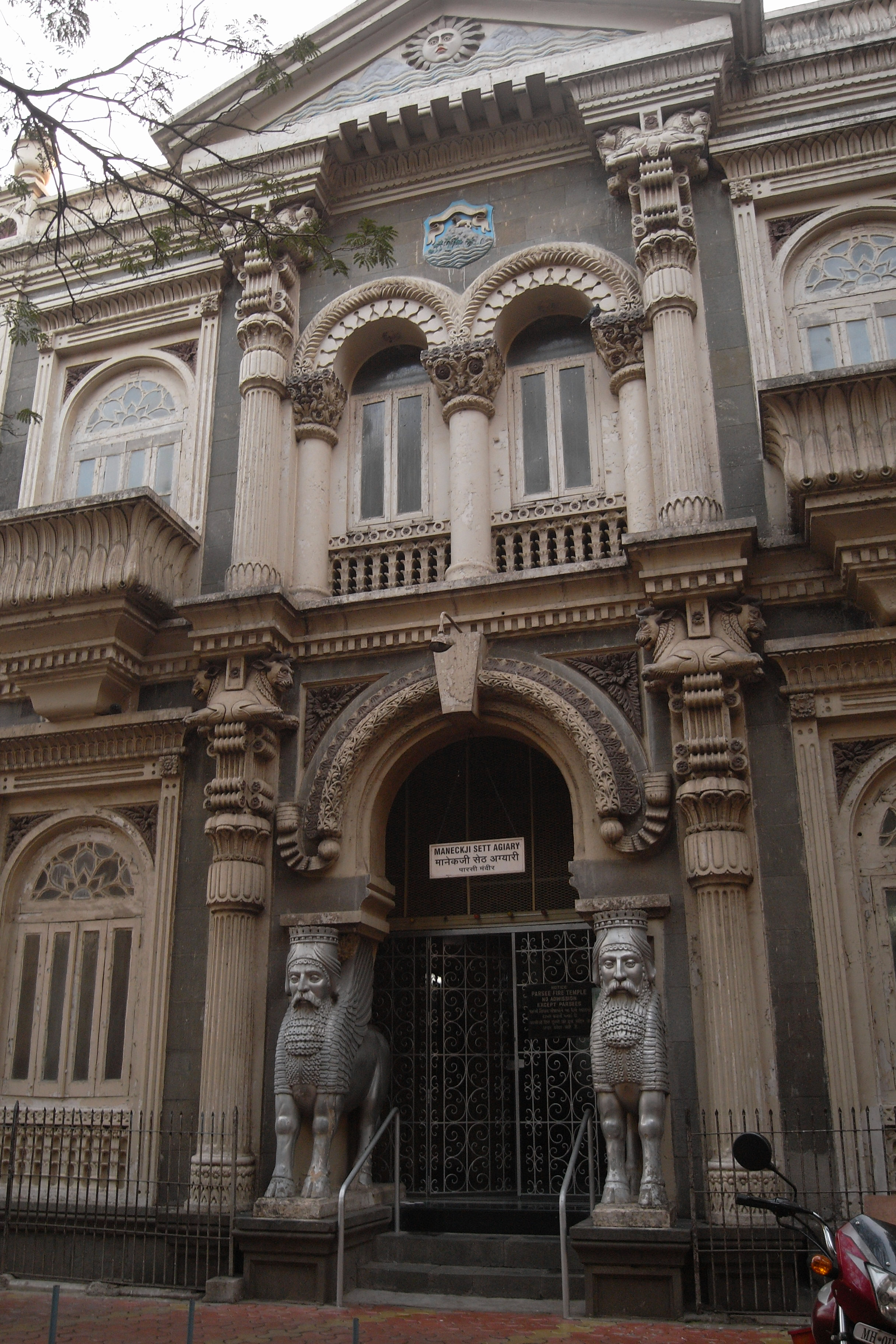
Maneckji Seth Agiary, Mumbai, costruito nel 1735

Un tempio del Fuoco è il luogo di culto degli zoroastriani. Nel mazdeismo il fuoco (avestico: ātar, il fuoco sacro), insieme con l'acqua (avestico: āpas, "le acque"), è un agente di purezza rituale.

## Storia e sviluppo

### Tracce archeologiche
I più antichi resti di ciò che è stato identificato come un tempio del fuoco sono sul monte Khajeh, nei pressi del lago Hamun, nel Sistan e sono stati temporaneamente datati tra il III e il IV secolo a.C. Il tempio venne ricostruito durante l'epoca dei parti (250 a.C.-226 d.C.) ed ingrandito nel periodo sasanide  (226–650 d.C.).
Il tratto caratteristico del tempio del fuoco sasanide era il suo santuario a cupola dove si trovava l'altare del fuoco. Questo santuario ha sempre avuto una pianta quadrata con un pilastro ad ogni angolo sostiene la cupola (gombad). Resti archeologici e le testimonianze letterarie dei commenti Zend all'Avesta, suggeriscono che il santuario fosse circondato da una via di passaggio su tutti e quattro i lati.
Rovine dei templi dell'era sasanide sono state trovate in varie zone dell'antico impero, principalmente nel sud-ovest (Fars, Kerman e Elam), ma i più grandi e solenni sono quelli di Adur Gushnasp, nella Media Minore.

## I templi del fuoco oggi

### Classificazione
I templi del fuoco sono classificati secondo il grado del fuoco ospitato al loro interno. Ci sono tre gradi di fuochi, il Dadgah Atash, Atash Adaran e Atash Behram.

#### Dadgah Atash
È il grado più basso di fuoco sacro e può essere consacrato nel corso di poche ore da due sacerdoti, che recitano alternativamente i 72 versi della liturgia Yasna.  La consacrazione può occasionalmente includere la recitazione del Vendidad, ma è opzionale. Una persona laica può avvicinarsi al fuoco sacro quando non ci sono funzioni in corso. Il termine non indica necessariamente un fuoco consacrato e può indicare anche il focolare o la lampada ad olio presente in molte case zoroastriane.

#### Atash Adaran
Atash Adaran, il "Fuoco dei fuochi", è il successivo grado più alto. Richiede una raccolta dai focolari di rappresentanti dei quattro gruppi professionali: asronih (sacerdote), (r)atheshtarih (soldati e funzionari civili), vastaryoshih (agricoltori e pastori) e hutokshih (artigiani e operai). C'è bisogno di otto sacerdoti per consacrare un fuoco Adaran e la procedura dura tra le due e le tre settimane.

#### Atash Behram
Il più alto grado del fuoco è l'"Atash Behram", il "Fuoco della vittoria", e la sua istituzione e consacrazione è la più elaborata dei tre. Coinvolge la raccolta di sedici differenti "tipi di fuoco", ovvero fuoco proveniente da sedici fonti diverse. Ognuno dei sedici fuochi è poi soggetto a una purificazione rituale prima di unirsi agli altri. Trentadue sacerdoti sono richiesti per la consacrazione, che può durare fino ad un anno.
In un tempio dove vi è un fuoco Adaran o un fuoco Behram, vi si trova almeno un fuoco Dadah. Diversamente dai fuochi Adaran e Behram, davanti al fuoco Dadgah i sacerdoti celebrano i rituali della fede.
Una lista dei nove Atash Behram:

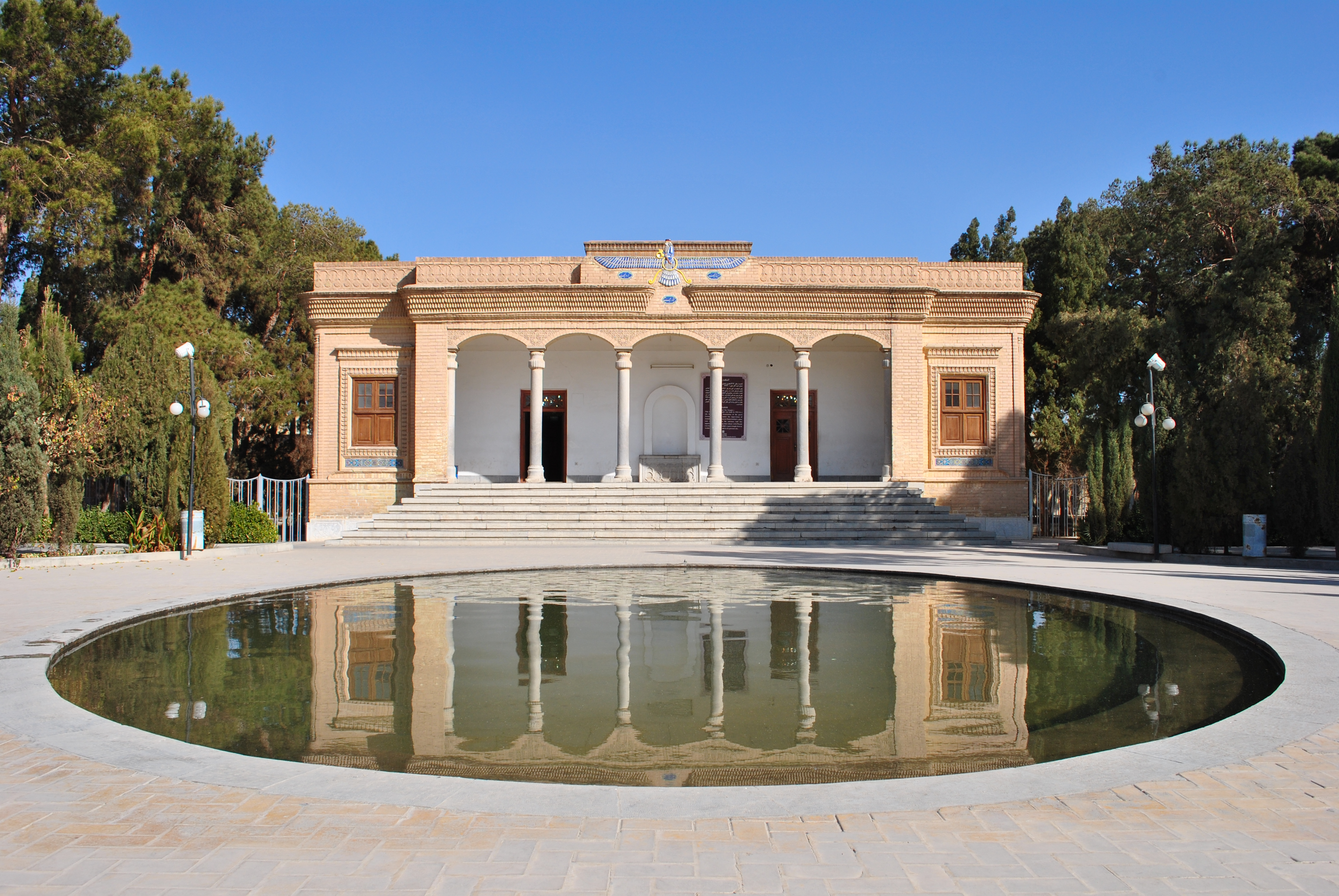
Atash Behram di Yazd, Iran

- Iranshah Atash Behram a Udvada, India. Istituito nel 1742.
- Desai Atash Behram a Navsari, India. Istituito nel 1765.
- Dadiseth Atash Behram a Mumbai, India. Istituito nel 1783.
- Vakil Atash Behram a Surat, India. Istituito nel 1823.
- Modi Atash Behram a Surat, India. Istituito nel 1823.
- Wadia Atash Behram a Mumbai, India. Istituito nel 1830.
- Banaji Atash Behram a Mumbai, India. Istituito nel 1845.
- Anjuman Atash Behram a Mumbai, India. Istituito nel 1897.
- Yezd Atash Behram a Yazd, Iran. Istituito nel 1932.

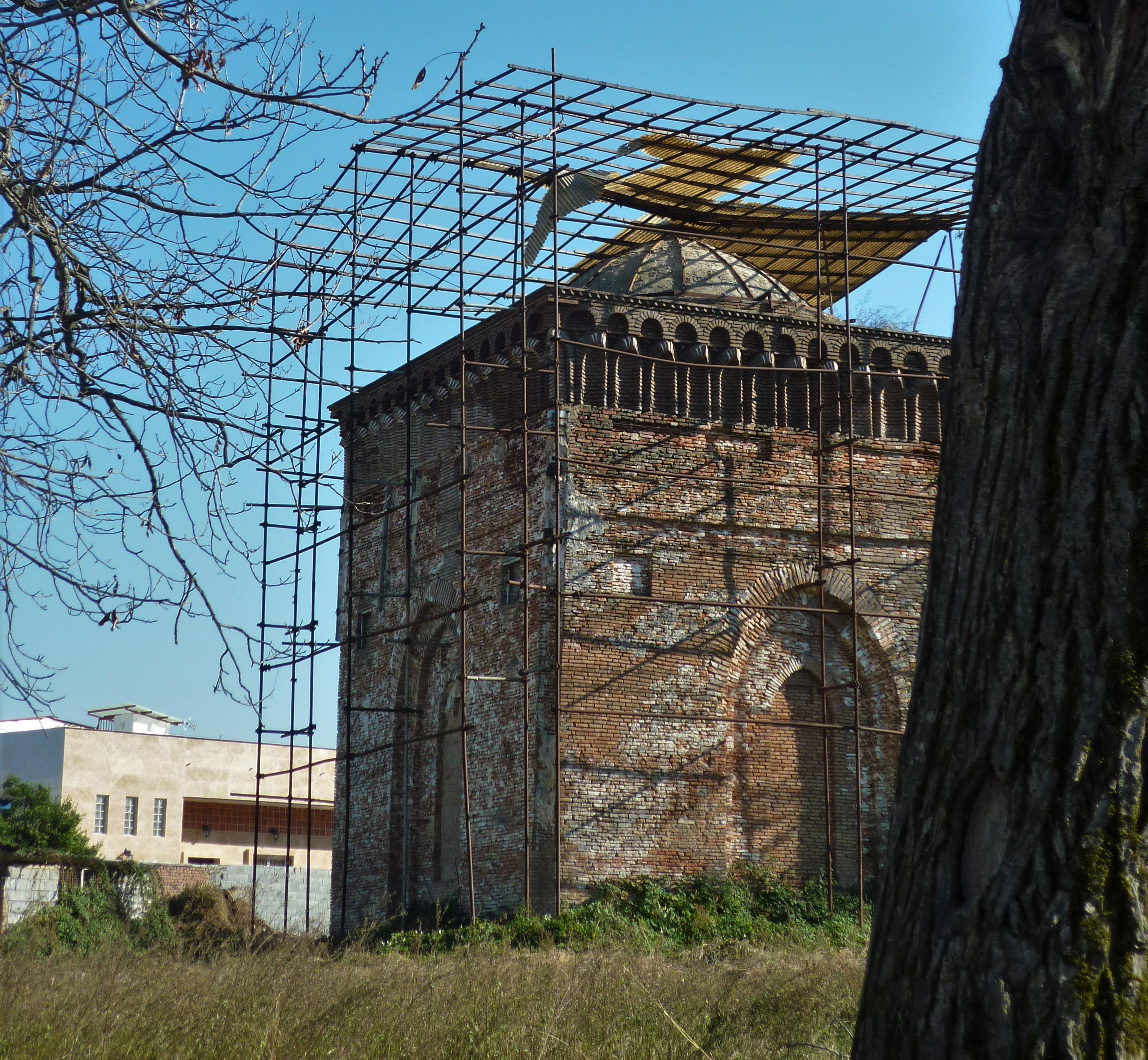
Atash Amol di Iran

### Struttura
La facciata esterna di un tempio del fuoco è quasi sempre volutamente anonima e priva di abbellimenti. Questo potrebbe riflettere un'antica tradizione dove lo scopo principale di un tempio è di contenere un fuoco sacro e non glorificare ciò che altrimenti sarebbe semplicemente un edificio.
La struttura di base di un tempio zoroastriano contemporaneo è sempre la stessa.
All'ingresso c'è un grande spazio o sala dove possono avere luogo speciali cerimonie. Vi è poi un atrio più piccolo. Connesso a questo atrio, o chiuso all'interno, ma non visibile dalla sala, vi è poi l'atashgah, ovvero "luogo del fuoco", dove si trova l'altare del fuoco. Non ci sono luci, a parte quella del fuoco stesso, nell'atashgah. Nella tradizione indo-zoroastriana (ma non nei moderni edifici in Iran) i templi sono progettati per evitare anche l'ingresso della luce del sole all'interno del santuario.
In India e nelle comunità zoroastriane indiane all'estero non è permesso ai non-zoroastriani di entrare in uno spazio dove può essere visto il fuoco. Non vi sono fonti dottrinali a questo divieto, ma è soltanto una tradizione.